# Pródigo (derecho)
Un pródigo, en derecho, es la persona que malgasta su propio patrimonio de forma reiterada e injustificada en detrimento de su propia familia y los alimentos que debe satisfacerle. El pródigo, como tal, debe ser declarado por un juez competente mediante una sentencia judicial firme. Se le designará un curador, de entre los integrantes de la sala, para que el mismo autorice los actos de disposiciones.